# Pappobolus sanchezii
Pappobolus sanchezii es una especie de planta con flor en la familia Asteraceae.
Es endémica de Perú. Es un arbusto de matorrales ribereños y fragmentos de bosque occidental, en la cuenca del Chicama y del Jequetepeque, departamento de Cajamarca. Hay rápida destrucción de hábitat de esta especie. 